# DEAD OR ALIVE FINAL
『DEAD OR ALIVE FINAL』（デッド オア アライブ ファイナル）は2002年に三池崇史監督、哀川翔、竹内力、主演で制作された日本映画。大映・東映ビデオ制作。R-15指定。

## 概要
『DEAD OR ALIVE』シリーズの最終作である。前2作と異なり、近未来を舞台としたSF作品となっている。
横浜を舞台としているが、撮影は香港で行われた。

## ストーリー
2346年の横浜。そこは独裁者のウーによって統治され、人口調整のために薬によって生殖機能をコントロールされ、逆らう者は殺されてしまう世界だった。そんな独裁政府に立ち向かうべく、若者たちは革命軍を結成。そこへ放浪人のリョウが加わる。

## キャスト
- 哀川翔：リョウ
- テレンス・イン：フォン
- ジョシー・ホー：ジュン
- マリア・チェン：ミッシェル
- 小室博義：コー
- リチャード・チェン：ウー
- 竹内力：ホンダ

## スタッフ
- 監督：三池崇史
- 製作：黒澤満、土川勉
- 脚本：石川均、龍一朗、鴨義信
- 音楽：遠藤浩二
- 撮影：田中一成
- 編集：高原秀和